# Dicranomyia perturbata
Dicranomyia perturbata är en tvåvingeart som först beskrevs av Alexander 1978.  Dicranomyia perturbata ingår i släktet Dicranomyia och familjen småharkrankar. Inga underarter finns listade i Catalogue of Life.